# Surinfection
La surinfection est une infection secondaire chez un individu affaibli par une première infection, dite « infection primaire », surajoutant ses conséquences à celles de la première infection.

Elle caractérise parfois une infection se développant sur une blessure, une brûlure, un ulcère, un eczéma, une piqûre d'insecte, etc. L'agent infectieux peut être une microchampignon, une bactérie ou un virus.
Ce phénomène est fréquent chez les malades ou personnes dont l'immunité est affaiblie par la première infection et/ou par un traitement médicamenteux.

Il est possible que certains microbes aient coévolué en développant des stratégies de surinfections.

## Cas particulier
La surinfection peut être causée par un pathogène résistant aux antibiotiques.
Lorsqu'elle survient en milieu hospitalier, on parle de maladie nosocomiale.

## Surinfections et biofilms
Des biofilms anormalement pathogènes sur la peau ou les muqueuses sont impliqués dans une large gamme de maladies infectieuses : 65 % des infections recensées chez l'Homme dans les pays développés sont causées ou entretenues par des biofilms, et plus de 80 % des infections bactériennes chroniques le sont. Il s'agit souvent de surinfections consécutives à une plaie ou une maladie virale (grippe par exemple).

## Diagnostic & traitement
La surinfection peut compliquer le diagnostic et le traitement des deux maladies parce qu'un microbe ou un symptôme peut en cacher un autre ou parce que le traitement d'une maladie peut parfois favoriser la progression de l'autre ou que deux médicaments peuvent être incompatibles.
Un microbe banal profitant de l'affaiblissement d'un organisme par une première infection peut alors le tuer.
Un malade peut être surinfecté par une variante d'un même pathogène (virus par exemple), éventuellement résistante à certains médicaments. On parle alors plutôt de surcontamination. C'est pourquoi, dans le cas du sida, il est crucial d'utiliser le préservatif même lors de rapports sexuels entre séropositifs, car quand on est séropositif, on peut quand même se surcontaminer, et même si son partenaire est déjà séropositif, on peut le contaminer, dans le pire des cas avec un virus résistant à tout ou partie des molécules actives d'une trithérapie.